# 機動戰士GUNDAM THE ORIGIN
《機動戰士GUNDAM THE ORIGIN》可以指由當年動畫版的人物設定與作畫監督安彥良和所繪製，以動畫《機動戰士鋼彈》內容重新製作的初代鋼彈故事漫畫，以及由此衍生的剧场版动画作品；其中的登場機體造型，則仍由動畫版原機械設計者大河原邦男重新設計。系列漫画的累计發行量已超過1000万册。於角川書店《GUNDAM ACE》雜誌連載，連載期長達十年，一年戰爭的主線故事以23冊單行本完結（出版：角川書店），第24冊則收錄一年戰爭之前與結束後的數個短篇故事。中文授權本由台灣角川出版。
2015年起本作陸續推出了動畫版本，並由作者安彥良和擔任總監督。

## 剧情简介

### 动画
《机动战士GUNDAM THE ORIGIN》是继《机动战士GUNDAM UC》后的又一部非原创（由漫画改编）GUNDAM动画。2015年至2018年，由原著漫画改编并公映了6部剧场版动画。2019年4月，这几部动画又被改编为13集电视版动画播映。

#### 《机动战士鋼彈 THE ORIGIN I 苍瞳的卡斯巴尔》
宇宙世纪（U.C.）0068年，慕佐自治共和国的吉翁‧茲姆‧戴昆在发表独立演讲时猝死于众人面前，引发风潮。受困于此的戴肯家兄妹在经历一系列变故后自宇宙都市逃往地球。

#### 《机动战士鋼彈 THE ORIGIN II 悲哀的阿尔黛西亚》
宇宙世紀0071年。脫離SIDE 3，慕佐自治共和國後3年。吉翁‧茲姆‧戴昆的遺孤卡斯巴爾跟阿爾黛西亞兄妹，與金巴‧拉爾一起逃往地球，並寄住在提亞波羅‧瑪斯家中，改名為愛德華·瑪斯與雪拉·瑪斯，開始過著平穩的日子。而一直追蹤他們的薩比家的魔爪，悄悄地再次逼近…。此時，SIDE 3將國名更改為吉翁自治共和國。薩比家不但掌握實權，整個支配體制也日漸鞏固，更開始著手開發對抗地球聯邦軍的最新兵器－機動工兵。

#### 《机动战士鋼彈 THE ORIGIN III 破晓起义》
宇宙世紀0074年。離開德克薩斯殖民衛星的愛德華‧瑪斯以夏亞‧阿茲那布爾冒名進入吉翁自治共和國的國防軍官學校就學。夏亞與同班的薩比家公子卡爾馬成為深交。兩人漸漸成為學員中不可忽視的重要人物。然後到了宇宙世紀0077年，一眾學員為了爭取獨立與地球聯邦軍治安部隊展開了武裝起義。而那也是由夏亞描繪的盛大場景作為復仇之路的開端…… 此際，歷史的齒輪即將啟動！

#### 《機動戰士鋼彈 THE ORIGIN IV 命運的前夜》
在破曉起義(宇宙世紀0077年)事件發生之後，夏亞引咎退出軍校並旅行到地球，遇到一個具有神秘力量的女孩 ─ 拉拉。
推動RX-78開發項目，阿姆羅·雷的父親 ─ 提姆·雷引導米諾夫斯基博士的背叛，以此為導火線，在宇宙世紀0078年，歷史上第一場在月球表面的機動戰士對戰以懸殊的比數12:0，吉翁大敗地球聯邦。同年10月24日吉翁共和國發表從聯邦獨立出來的宣言並改制為吉翁公國，並在宇宙世紀0079年1月3日正式向地球聯邦宣戰，開始一連串的襲擊，動蕩的時代開始，硝煙瀰漫、烽火四起……。

#### 《機動戰士鋼彈 THE ORIGIN V 激戰 魯姆會戰》
宇宙世紀0079年，就連宇宙都變成了人類的戰場。勢如破竹的吉翁軍進行了導致世界人口半數死亡的不列顛作戰（殖民星墜落）。另一方面，地球聯邦軍為了挽回劣勢以壓倒性戰力來對抗。薩比家錯綜的陰謀、被難以改變的命運玩弄於掌心的雪拉‧瑪斯、成為吉翁軍駕駛員的蘭巴･拉爾及哈蒙，就連在SIDE 7 平穩過日的阿姆羅和芙勞的日常生活，也逐漸蒙上了陰霾……。
隨後，被仇恨驅使成為吉翁軍王牌的夏亞‧阿茲那布爾，他所參戰的「魯姆會戰」即將展開。

#### 《机动战士鋼彈 THE ORIGIN VI 红色彗星的诞生》
故事發生在宇宙世紀 0079 年 1 月 23 日，吉翁與地球聯邦間一決雌雄的戰爭，終於在 SIDE 5 魯姆爆發。在戰爭中被逼入絕境的吉翁，手中握有秘密武器。就是用人型兵器「MS」所組成的特別突擊大隊，讓戰況一舉逆轉並大獲全勝。
當中，隸屬吉翁軍的夏亞・阿茲那布爾，駕駛著「薩克Ⅱ」立下戰積並因此晉升為少校，更獲得「紅色彗星」的別名。而在魯姆會戰後，地球聯邦軍策畫了對抗吉翁軍的＂V 作戰＂。遠在 SIDE 7 的少年阿姆羅・雷，自行動身去找尋新兵器「鋼彈」的秘密。另一方面，在地球的南極大陸，吉翁及地球聯邦兩軍間和平談判的場合，某項聲明卻從月神二號向全世界發出……。

## 出版書籍
中文授權版本與日本版不同之處，是將書中所有彩頁比照日本後來發行的硬皮精裝本「愛藏版」標準，全數以彩色印刷（日文一般版單行本中，平均僅有每冊首16頁為彩頁）。
Viz Media于2002年至2004年在北美地区出版了本作部分分卷，之后就停止了出版。2013年由Vertical获得系列版权后发行了全部12卷本。
| 卷數 | 日文標題 | 中文標題       | 角川書店                       | 角川書店                                             | 台灣角川                    | 台灣角川                                         |
| 卷數 | 日文標題 | 中文標題       | 發售日期                       | ISBN                                                 | 發售日期                    | ISBN                                             |
| ---- | -------- | -------------- | ------------------------------ | ---------------------------------------------------- | --------------------------- | ------------------------------------------------ |
| 1    |          | 始動篇         | 2002年5月29日                  | ISBN 978-4-04-713453-9                               | 2002年7月4日                | ISBN 986-799-330-6                               |
| 2    |          | 激鬥篇         | 2002年7月23日                  | ISBN 978-4-04-713503-1                               | 2002年11月11日              | ISBN 957-001-225-0                               |
| 3    |          | 卡爾馬篇·上    | *2002年11月15日 2002年11月22日 | *ISBN 4-04-713519-4（限定版） ISBN 978-4-04-713518-5 | *2003年1月25日 2003年2月4日 | *ISBN 986-799-369-1（限定版） ISBN 986-799-366-7 |
| 4    |          | 卡爾馬篇·下    | 2003年3月20日                  | ISBN 978-4-04-713545-1                               | 2003年7月17日               | ISBN 986-766-407-8                               |
| 5    |          | 蘭巴·拉爾篇·上 | 2003年7月24日                  | ISBN 978-4-04-713557-4                               | 2003年11月8日               | ISBN 986-766-446-9                               |
| 6    |          | 蘭巴·拉爾篇·下 | 2004年3月24日                  | ISBN 978-4-04-713611-3                               | 2004年6月26日               | ISBN 986-742-715-7                               |
| 7    |          | 賈布羅篇·上    | 2004年7月23日                  | ISBN 978-4-04-713647-2                               | 2005年1月31日               | ISBN 986-742-761-0                               |
| 8    |          | 賈布羅篇·下    | 2004年11月22日                 | ISBN 978-4-04-713680-9                               | 2005年4月29日               | ISBN 986-729-941-8                               |
| 9    |          | 夏亞·雪拉篇·上 | 2005年4月22日                  | ISBN 978-4-04-713714-1                               | 2005年8月25日               | ISBN 986-718-928-0                               |
| 10   |          | 夏亞·雪拉篇·下 | 2005年8月24日                  | ISBN 978-4-04-713746-2                               | 2005年12月22日              | ISBN 986-718-973-6                               |
| 11   |          | 開戰篇·上      | 2005年12月21日                 | ISBN 978-4-04-713771-4                               | 2006年4月28日               | ISBN 986-174-052-X                               |
| 12   |          | 開戰篇·下      | 2006年4月21日                  | ISBN 978-4-04-713805-6                               | 2006年7月22日               | ISBN 986-174-104-6                               |
| 13   |          | 魯姆篇·上      | 2006年7月21日                  | ISBN 978-4-04-713850-6                               | 2006年11月15日              | ISBN 986-174-185-2                               |
| 14   |          | 魯姆篇·下      | 2006年12月21日                 | ISBN 978-4-04-713883-4                               | 2007年5月2日                | ISBN 978-986-174-315-8                           |
| 15   |          | 敖得薩篇·上    | 2007年5月24日                  | ISBN 978-4-04-713920-6                               | 2007年11月2日               | ISBN 978-986-174-500-8                           |
| 16   |          | 敖得薩篇·下    | 2007年11月21日                 | ISBN 978-4-04-713987-9                               | 2008年6月27日               | ISBN 978-986-174-702-6                           |
| 17   |          | 拉拉篇·上      | 2008年6月24日                  | ISBN 978-4-04-715075-1                               | 2009年1月22日               | ISBN 978-986-174-975-4                           |
| 18   |          | 拉拉篇·下      | 2008年12月24日                 | ISBN 978-4-04-715145-1                               | 2009年7月31日               | ISBN 978-986-237-185-5                           |
| 19   |          | 所羅門篇·上    | 2009年6月24日                  | ISBN 978-4-04-715260-1                               | 2010年1月16日               | ISBN 978-986-237-484-9                           |
| 20   |          | 所羅門篇·下    | 2010年1月22日                  | ISBN 978-4-04-715285-4                               | 2010年9月4日                | ISBN 978-986-237-796-3                           |
| 21   |          | 閃耀宇宙篇·上  | 2010年7月21日                  | ISBN 978-4-04-715482-7                               | 2011年2月17日               | ISBN 978-986-287-034-1                           |
| 22   |          | 閃耀宇宙篇·下  | 2011年2月24日                  | ISBN 978-4-04-715601-2                               | 2011年9月30日               | ISBN 978-986-287-364-9                           |
| 23   |          | 相逢宇宙篇     | 2011年11月24日                 | ISBN 978-4-04-715770-5                               | 2012年6月20日               | ISBN 978-986-287-720-3                           |
| 24   |          | 特別篇         | 2015年2月26日                  | ISBN 978-4-04-102794-3                               | 2015年12月25日              | ISBN 978-986-366-883-1                           |

| 卷數 | 日文標題 | 角川書店      | 角川書店               | 寄稿         |
| 卷數 | 日文標題 | 發售日期      | ISBN                   | 寄稿         |
| ---- | -------- | ------------- | ---------------------- | ------------ |
| I    |          | 2005年5月23日 | ISBN 978-4-04-853809-1 | 庵野秀明     |
| II   |          | 2006年6月21日 | ISBN 978-4-04-853963-0 | CLAMP        |
| III  |          | 2007年5月23日 | ISBN 978-4-04-854094-0 | 木尾士目     |
| IV   |          | 2008年6月23日 | ISBN 978-4-04-854195-4 | 柴田ヨクサル |
| V    |          | 2009年6月23日 | ISBN 978-4-04-854339-2 | 久米田康治   |
| VI   |          | 2010年7月20日 | ISBN 978-4-04-854502-0 | 土田晃之     |
| VII  |          | 2011年2月23日 | ISBN 978-4-04-854598-3 | 永野護       |
| VIII |          | 2011年8月23日 | ISBN 978-4-04-854672-0 | 幸村誠       |
| IX   |          | 2012年2月22日 | ISBN 978-4-04-120040-7 | 新海誠       |
| X    |          | 2012年6月21日 | ISBN 978-4-04-120275-3 | 藤田和日郎   |
| XI   |          | 2012年9月21日 | ISBN 978-4-04-120394-1 | 圓城塔       |
| XII  |          | 2014年8月26日 | ISBN 978-4-04-101757-9 | 內田樹       |

### 官方導讀
| 冊數 | 角川書店       | 角川書店               | 台灣角川       | 台灣角川               |
| 冊數 | 發售日期       | ISBN                   | 發售日期       | ISBN                   |
| ---- | -------------- | ---------------------- | -------------- | ---------------------- |
| 1    | 2004年8月23日  | ISBN 4-04-713644-1     | 2012年7月28日  | ISBN 978-986-287-439-4 |
| 2    | 2010年1月22日  | ISBN 978-4-04-715366-0 | 2012年11月28日 | ISBN 978-986-287-540-7 |
| 3    | 2011年11月24日 | ISBN 978-4-04-715600-5 |                |                        |

## 劇場版動畫
剧场版动画系列當初預定以全四集方式推出，後來則成為全六集。
《机动战士高达 THE ORIGIN I 藍眼的卡斯巴尔》于2013年宣布制作，2015年2月28日上映，此作改编自單行本第9、10巻「夏亞・雪拉篇」的故事，发生于U.C.0068年。
由Anime Consortium Japan股份公司在全球发售套装BD和收费配信；DAISUKI及旗下相关子公司进行网路配信。动画附有6种语言字幕和日语，英语2种音轨。

### 製作人員
- 原作：矢立肇、富野由悠季（「機動戰士高達」）
- 漫畫原作、總監督：安彥良和（KADOKAWA「機動戰士高達 THE ORIGIN」）
- 監督：今西隆志
- 動畫人物設計：安彥良和、壽司
- 原創機械設計：大河原邦男
- 機械設計：角木肇、山根公利、明貴美加、阿久津潤一
- 編劇：隅澤克之
- 總作畫監督：西村博之
- 機械總作畫監督：鈴木卓也
- 序幕動畫分鏡、演出（第1集）：板野一郎
- 美術監督：池田繁美、丸山由紀子（第1、2集），東潤一（第3集）
- 美術設定：池田繁美、大久保修一（第1、2集），兒玉陽平（第3集）
- 色彩設計：安部渚
- 攝影監督：葛山剛士
- 剪辑：吉武將人
- 音響監督：藤野貞義
- 音樂：服部隆之
- 企劃、製作：日昇動畫

### 主題曲
主題曲
（第1話）
作詞：山川啟介，作曲、編曲：服部隆之，主唱：服部隆之 Presents  THE ORIGIN featuring yu-yu
（第2話）
作詞：松井五郎，作曲、編曲：服部隆之，主唱：服部隆之 Presents  THE ORIGIN featuring 石田匠
（第3話）
作詞、主唱：柴咲幸，作曲、編曲：服部隆之
插入歌
「By Your Side」（第2話）
作曲、編曲：服部隆之，作詞、主唱：
插入曲
（第1話）
作曲：松山祐士，編曲：服部隆之
（第1－3話）
作曲：渡邊岳夫，編曲：服部隆之
（第2、3話）
作曲：松山祐士，編曲：服部隆之
（第2、3話）
作曲：松山祐士，編曲：服部隆之
（第3話）
作曲：渡邊岳夫，編曲：服部隆之
來自「機動戰士GUNDAM」BGM

### 各話標題
| 話數  | 日文標題 | 中文標題         | 劇本     | 分鏡                   | 演出            | 作畫監督                                             | 上映日期       | 發售日期       |
| ----- | -------- | ---------------- | -------- | ---------------------- | --------------- | ---------------------------------------------------- | -------------- | -------------- |
| 第1話 |          | 藍眼的卡斯巴爾   | 隅澤克之 | 安彥良和 今西隆志      | 江上潔          | 高須美野子 伊藤裕次                                  | 2015年2月28日  | 2015年4月24日  |
| 第2話 |          | 悲傷的阿爾黛西亞 | 隅澤克之 | 安彥良和 今西隆志      | 原田奈奈        | 茂木信二郎、伊藤裕次 中村勝利、壽司                  | 2015年10月31日 | 2015年11月26日 |
| 第3話 |          | 破曉起義         | 隅澤克之 | 安彥良和 今西隆志      | 江上潔          | 伊藤裕次、中村勝利 壽司、茂木信二郎                  | 2016年5月21日  | 2016年6月10日  |
| 第4話 |          | 命運的前夜       | 隅澤克之 | 安彦良和               | 原田奈奈        | 田村篤、茂木信二郎 中村勝利、ことぶきつかさ 伊藤裕次 | 2016年11月19日 | 2016年12月9日  |
| 第5話 |          | 激戰 魯姆會戰    | 隅澤克之 | 安彦良和 角木肇 江上潔 | 角木肇 江上潔   | 田村篤、茂木信二郎 ことぶきつかさ、伊藤裕次          | 2017年9月2日   | 2017年11月10日 |
| 第6話 |          | 誕生 赤色彗星    | 隅澤克之 | 安彦良和 角木肇        | 原田奈奈 角木肇 | 田村篤、ことぶきつかさ 伊藤裕次                      | 2018年5月5日   | 2018年7月13日  |

### 配音人員
- ：田中真弓（童年）、池田秀一
- 阿爾黛西亞‧索姆‧戴昆／雪拉·瑪斯：潘惠美（童年）
- 夏亞·阿茲納布爾：關俊彥（真正的夏亞）、池田秀一（後來借用身分的卡斯巴爾）
- 阿姆羅·雷：古谷徹
- 拉拉·遜：早見沙織
- 米萊·八洲：藤村步
- 凱·西登：古川登志夫
- 小林隼人：中西英樹
- 芙勞·波：福圓美里
- 迪金‧索德‧薩比：浦山迅
- 基連‧薩比：銀河万丈
- ‧薩比：藤真秀
- 德茲爾‧薩比：三宅健太
- 基西莉亞‧薩比：渡辺明乃
- 卡爾馬·薩比：柿原徹也
- 瑟娜‧米亞/瑟娜·拉歐·薩比：茅野愛衣
- 吉翁‧茲姆‧戴昆：津田英三
- 亞絲特萊雅‧托亞‧戴昆：恒松步
- 羅潔露西亞‧戴昆：一城みゆ希
- 蘭巴‧拉爾：喜山茂雄
- 克勞蕾‧哈蒙：沢城美雪
- 金巴‧拉爾：茶風林
- 蓋亞：一条和矢
- 奧爾迪加：松田健一郎
- 馬修：土屋利秀
- 里諾‧費南迪斯：前野智昭
- 哈囉：新井里美
- 旁白：大塚明夫

## 外部連結
- 機動戰士GUNDAM THE ORIGIN 動畫版公式網頁 （页面存档备份，存于）